# USS Sitkoh Bay (CVE-86)
Авіаносець «Сітко Бей» (англ. USS Sitkoh Bay (CVE-86)) — ескортний авіаносець США часів Другої світової війни, типу «Касабланка».

## Історія створення
Авіаносець «Сітко Бей» закладений 23 листопада 1943 року на верфі Kaiser Shipyards у Ванкувері під ім'ям Tananek Вау, але в процесі будівництва перейменований на «Сітко Бей». Спущений на воду 19 лютого 1944 року. Вступив у стрій 28 березня 1944 року.

## Історія служби
Після вступу в стрій авіаносець з вересня 1944 року по серпень 1945 року здійснював перевезення літаків для потреб тактичного з'єднання TF58/38 та корпусу морської піхоти на островах Тихого океану.
30 листопада 1946 року авіаносець був виведений в резерв.
З початком Корейської війни 29 липня 1950 року «Сітко Бей» був виведений з резерву та задіяний для перевезення літаків на Далекий Схід.
27 квітня 1954 року авіаносець був повторно виведений в резерв.
12 червня 1955 року він був перекласифікований в допоміжний авіаносець  CVU-86.
1 квітня 1960 року корабель був виключений зі списків флоту і 30 серпня зданий на злам.